# Prezenta (archiwistyka)

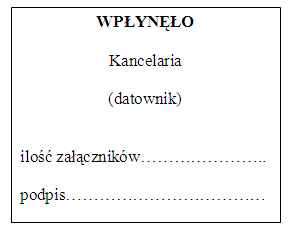
Przykładowy wygląd stempla wpływu w urzędach administracji państwowej w Polsce

Prezenta, prezentata – adnotacja stawiana na korespondencji wpływającej do instytucji, świadcząca o przyjęciu pisma do dalszego rozpatrywania, zawiera zazwyczaj następujące informacje: nazwa instytucji, data wpływu, znak sprawy, liczba załączników oraz podpis pracownika przyjmującego korespondencję.